# Smroków
Smroków – wieś w Polsce położona w województwie małopolskim, w powiecie krakowskim, w gminie Słomniki.
W roku 2021 we wsi mieszkało 245 osób, z czego 51,8% stanowiły kobiety, a 48,2% mężczyźni.
Przez Smroków przechodzi linia kolejowa nr 8 ze stacją Smroków.
Wieś położona w końcu XVI wieku w powiecie ksiąskim województwa krakowskiego była własnością klasztoru bożogrobców w Miechowie. W latach 1975–1998 miejscowość administracyjnie należała do województwa krakowskiego.
Smroków sąsiaduje z miejscowościami: Zagaje Smrokowskie, Orłów, Czaple Wielkie i Czaple Małe.
Znajduje się tu Zespół Szkół im. Jana Pawła II oraz kaplica pw. MB Królowej Polski.

## Osoby związane z Smrokowem
- Ludwik Mucha